# Jan Bauerek
Jan Bauerek (ur. 19 września 1895 r. w Gorzyczkach, zm. w 1984) – powstaniec śląski, policjant, więzień obozów koncentracyjnych, działacz samorządowy.
Syn Macieja, rolnika, i Franciszki ze Skrzyszowskich. Ukończył szkołę elementarną w Gorzyczkach. W latach 1913–1914 pracował jako górnik na terenie Westfalii. Po wybuchu I wojny światowej służył w armii niemieckiej (1914–1918). Od lutego 1919 był członkiem  Polskiej Organizacji Wojskowej Górnego Śląska. Uczestnik I powstania śląskiego. Służył w 2 kompanii I oddziału rybnickiego (1919 r.). Po upadku powstania przedostał się na teren Polski. Przebywał w obozie w Oświęcimiu. W 1920 r. Skierowany do służby w policji Górnego Śląska, posiadał stopień wachmistrza. Chronił polskie wiece i zebrania. Brał udział w III powstaniu śląskim, służył w 10 kompanii 4 raciborskiego pułku piechoty. 
W niepodległej Polsce służył w Policji Województwa Śląskiego. W 1928 r. posiadał stopień stopień przodownika. Był wówczas funkcjonariuszem w Wyrach i  Łaziskach w pow. pszczyńskim. Podczas II wojny światowej aresztowany przez Niemców i osadzony w KL Sachsenhausen a potem KL Oranienburg. 
Uwolniony w 1945 r., powrócił do kraju i osiadł w Raciborzu. W latach 1945–1948 był pierwszym przewodniczącym Prezydium Powiatowej Rady Narodowej w Raciborzu. Do 1959 r. pracował w Raciborskiej Fabryce Kotłów. Był członkiem Zjednoczonego Stronnictwa Ludowego i ZBoWiD-u.

## Odznaczony
- Medal Niepodległości (20.07.1932)[5]
- Śląski Krzyż Powstańczy
- Gwiazda Górnośląska
- Srebrny Krzyż Zasługi (21.11.1947)[6][7]
- Złoty Krzyż Zasługi